# Зелёное (Николаевский район)
Зелёное (укр. Зелене) — село в Николаевском районе Николаевской области Украины.
Население по переписи 2001 года составляло 268 человек. Почтовый индекс — 57150. Телефонный код — 512.

## Местный совет
54036, Николаевская обл., Николаевский р-н, с. Безводное, ул. Клубная, 1а